# Bogdan Jerković
Bogdan Jerković (Zagabria, 26 gennaio 1925 – Zagabria, 3 marzo 2009) è stato un regista, direttore artistico e docente croato.

## Biografia
L'attività di Jerković inizia nel 1946 come attore nella città di Fiume.
Jerković ha diretto i maggiori teatri e complessi di prosa della ex Jugoslavia: a Zagabria, Belgrado, Sarajevo, e ha collaborato con istituzioni teatrali di Italia, Polonia e Germania. 
Alcuni suoi spettacoli hanno preso parte alla Biennale di Venezia e alla Rassegna internazionale dei teatri stabili di Firenze, nonché a festival di rilevanza mondiale in Europa e Americhe.
Negli anni cinquanta ha diretto il Festival internazionale del teatro studentesco a Zagabria ed è stato docente di recitazione e regia alle accademie nazionali d'arte drammatica di Belgrado e di Zagabria. Questa esperienza didattica l'ha messo in futuro a disposizione degli allievi e dei professionisti che frequentavano i corsi di perfezionamento al Festival internazionale dell'attore di Firenze, diretto da Paolo Coccheri, insieme a Wajda, Grotowski, Stuhr, Costa Giovangigli, Alessandro Ferszen ed altri personaggi della scena teatrale europea nei primi anni ottanta.
In Italia ha firmato regie per compagnie di Milano, Roma, Bolzano, Venezia, Vicenza.
Con la compagnia milanese del teatro Durini allestisce il primo Majakovskij in Italia: La cimice. 
L'impegno maggiore, però, lo dedica alla Compagnia del Collettivo di Parma (oggi teatro stabile di Parma) alla cui fondazione contribuisce alla fine degli anni Cinquanta, quando ancora il complesso operava nell'ambito del Centro universitario teatrale (CUT) della città emiliana.
Con il Collettivo emiliano mette in scena, tra le altre opere, Uccellacci e Uccellini di Pier Paolo Pasolini, La colpa è sempre del diavolo di Dario Fo per oltre 500 repliche, Il figlio di Pulcinella di Eduardo De Filippo per oltre 400 repliche e Quinto Stato di Ferdinando Camon.
Al suo paese, rispetto alla drammaturgia italiana, allestisce anche capolavori di Carlo Goldoni e Pirandello, come pure di autori contemporanei meno noti. È soprattutto a lui che si deve una conoscenza più approfondita del teatro di Fo ed Eduardo, grazie all'allestimento complessivo di ben undici testi, dagli anni sessanta in poi.
Ma lo Jerković ha anche il pregio di avere messo in scena in anteprima assoluta "Operetta" di Witold Gombrowicz, con uno dei teatri più importanti della ex Jugoslavia e dell'Est europeo: l'Atelije 212 di Belgrado (nel 1969), ossia il complesso che aveva dato vita al tuttora esistente festival internazionale BITEF, già co-produttore, tra gli altri, dell'"Orlando Furioso" di Luca Ronconi.
Per lunghi anni, l'unico nome della scena jugoslava presente nella Enciclopedia Garzanti dello Spettacolo, è il suo.
A seguito di un ictus, a metà degli anni Ottanta, è costretto ad abbandonare le scene, ma nel 2000 viene chiamato da Sandro Damiani, direttore del Dramma Italiano di Fiume - unico teatro stabile di lingua italiana fuori dai confini nazionali - a rimettere in scena La colpa è sempre del Diavolo di Dario Fo, divenuto nel frattempo Premio Nobel per la Letteratura (per l'occasione Fo, divenuto Premio Nobel, donerà i propri bozzetti dei costumi e del manifesto per lo spettacolo fiumano).
Nel 2002 il Comune di Parma gli conferisce la cittadinanza onoraria per meriti artistici avendo appunto dotato la città, già nota per la sua storia e il suo ruolo nell'ambito della lirica, della prima istituzione teatrale drammatica professionale.
Bogdan Jerković ha anche diretto alcuni film e documentari televisivi, tra cui il più importante è stato Ratna noč u muzeju Prado ossia Notte di guerra al Museo Prado, girato nel 1965 per la televisione jugoslava, su sceneggiatura del poeta spagnolo e premio Cervantes, Rafael Alberti. 
In Italia ha invece girato, nel 1979 per la Rai, la pellicola Parma 1907/1908.